# مهندسی آب‌وهوا
بنابر تعریف آکادمی ملی علوم آمریکا مهندسی آب‌وهوا عبارت است از دخالت بزرگ مقیاس و تعمدی انسان در سامانه اقلیم زمین، که عمدتاً با هدف مقابله با گرمایش جهانی صورت می‌گیرد. مهندسی اقلیم در مقیاس بزرگ با تزریق مواد شیمیایی به لایه استراتوسفر جو زمین امکان‌پذیر است. این کار با هدف بازتاب بخشی از تابش ورودی به جو زمین صورت می‌گیرد. پس از نیم قرن مطالعات نظری و آزمایشگاهی پیرامون مهندسی آب‌وهوا، این فناوری در فضای واقعی آزمایش می‌شود. سناریوهای مختلف فناوری مهندسی آب‌وهوا دارای آثار بارشی منطقه‌ای متفاوتی می‌باشد (خشک شدن برخی از کشورها و مرطوب شدن برخی از کشورهای دیگر). بنابراین برخی از محققین آنرا یک ابزار نظامی می‌دانند که می‌تواند به عنوان یک ابزار ژئوپلتیک مطرح شود. در صورت سوء استفاده، پروژه‌های مهندسی اقلیم می‌توانند سبب تغییرات اقلیمی بسیار سریع شوند و امنیت غذایی را به خطر اندازند.

## سابقه تحقیقات مهندسی آب‌وهوا
تحقیقات مهندسی آب‌وهوا دارای سابقه قابل توجهی (حدود ۵۰ سال) است. ادوارد تلر (پدر بمب هیدروژنی و عضو ارشد پروژه منهتن) یکی از پیشگامان پروژه‌های مهندسی آب‌وهوا است. وی در سال ۱۹۹۷ با نوشتن مقاله ای مخالفت خود را با طرح‌های کاهش انتشار دی‌اکسید کربن (پروتکل کیوتو) اعلام می‌کند. مهم‌ترین دلیل مخالفت وی هزینه بسیار بالای کاهش انتشار دی‌اکسید کربن به جو زمین می‌باشد. در سال ۱۹۹۷ این هزینه حدود ۱۰۰ میلیارد دلار در سال برآورد شده است. وی به همراه همکاران خود پیشنهاد می‌کند که با تزریق مواد شیمیایی به لایه استراتوسفر جو زمین (حدود ۲۰–۳۰ کیلومتری از سطح زمین) و بازتاب بخشی از تابش ورودی به جو زمین می‌توان اثرات مخرب گرمایش زمین را تا حدودی از بین برد. هزینه چنین طرحی بسیار کمتر از طرح‌های کاهش انتشار گاز دی‌اکسید کربن است (حدود ۱ میلیارد دلار در سال).
از دیگر پیشگامان طرح‌های مهندسی آب‌وهوا می‌توان به پروفسور پول کروتزن (Prof. Paul Crutzen) هواشناس-شیمیدان مؤسسه ماکس پلانک آلمان و یکی از برندگان جایزه نوبل شیمی در سال ۱۹۹۵ میلادی اشاره کرد. وی در مقاله ای مهم به تزریق سولفور به لایه استراتوسفر جو زمین به عنوان یک راهکار مهم برای کاهش اثرات مخرب تغییرات اقلیمی و گرمایش زمین اشاره می‌کند. وی همچنین معتقد است که انسان توانایی دانشی و تکنولوژیکی کنترل فرایندهای طبیعی در کره زمین را داراست.
طرح‌های تحقیقاتی مربوط به مهندسی اقلیم در حال حاضر در دانشگاه‌های هاروارد، استنفورد و مؤسسه هواشناسی ماکس پلانک که از معتبرترین گروه‌های تحقیقات اقلیمی هستند، فعال می‌باشند.

## فناوری مهندسی آب‌وهوا
مهندسی آب و هوا شامل دو فناوری می‌شود. یکی خارج کردن دی‌اکسید کربن از هوا که به آن ترسیب کربن می‌گویند و دیگری مدیریت اشعه خورشید و میزان بازتاب آن به زمین است. مدیریت اشعه خورشید تلاشی است برای از بین بردن یا کم کردن اثرات گازهای گلخانه‌ای و کاهش میزان جذب اشعه خورشید توسط زمین.
مهندسی آب و هوا به عنوان جایگزینی برای کنترل میزان گازهای گلخانه‌ای نیست و به عنوان مکملی برای دیگر تلاش‌ها برای کنترل دمای زمین مطرح می‌شود. هزینه‌ها، میزان سودمندی و خطراتی که شیوه‌های مهندسی آب و هوا مطرح می‌کند کاملاً روشن نیست.
از جمله طرح‌های مطرح شده یکی اعمال تغییرات در اتمسفر زمین است که با هدف انعکاس پرتوهای بیشتری از نور خورشید به اعماق فضا یا ایجاد تغییراتی در ابرها است، با این هدف که امکان خروج گرمای بیشتری از زمین فراهم شود.
به تازگی دانشمندانی که در این عرصه فعالیت دارند «نقشه راه» پیشنهادهای خود را ارائه کردند. آن‌ها در این گزارش به بررسی احتمال عملیاتی شدن ایده‌های تأثیرگذار در خنک سازی زمین پرداخته‌اند.
یکی از ایده‌های مطرح شده در این گزارش تأثیر تزریق ذرات نمک دریا به درون ابرهای دریایی است. هدف از این ایده افزایش حجم قطرات آب این ابرهاست که در نتیجه پرتوهای بیشتری از خورشید را به اعماق فضا منعکس می‌کنند. این ایده «درخشان سازی ابرهای دریایی» نام گرفته است.
پیشنهاد مهم دیگری که در این گزارش آمده و نسبت به مورد نخست با جزئیات بیشتری نیز همراه است از سوی یکی از محققان دانشگاه هاروارد ارائه شده که بر این اساس اثرات تزریق موادی با پوشش سولفور در ارتفاع ۲۰ کیلومتری مورد نظر قرار می‌گیرد. این ارتفاع را می‌توان را مرز اتمسفر زمین با فضای خارج دانست.
پیشنهاد سوم مطرح شده در این گزارش هم به ایجاد منافذ فراوان در ابرهای اتمسفر فوقانی زمین موسوم به «سیروس» (Cirrus) مربوط می‌شود. با افزایش منافذ موجود در این ابرها امکان خروج پرتوهای تابشی بیشتری از زمین به سوی فضا وجود خواهد داشت و در نتیجه زمین به تدریج خنک می‌شود.

## تزریق مواد شیمیایی به لایه استراتوسفر جو زمین

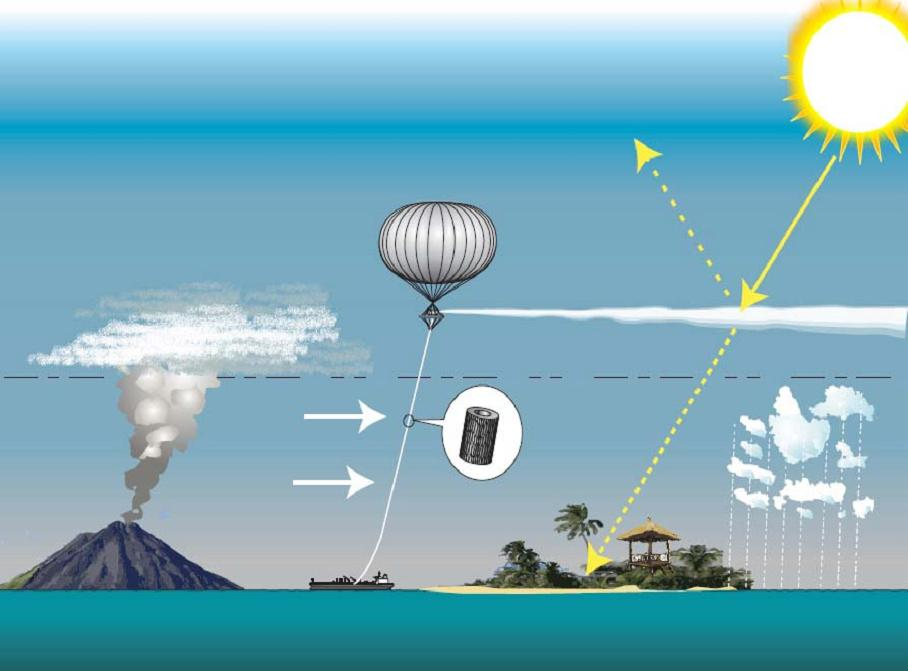
مهندسی خورشیدی پیشنهادی با استفاده از یک بالون اتصال دهنده برای تزریق آئروسل سولفات به استراتوسفر.

از میان روش‌های متعدد مهندسی آب‌وهوا تزریق هواویزها به لایه استراتوسفر جو زمین با اقبال بیشتری مواجه شده است. دلیل این امر مقرون به صرفه بودن و تأثیرگذاری قابل توجه این فناوری می‌باشد. سایر روشهای مهندسی آب‌وهوا یا مقرون به صرفه نیستند یا تأثیر قابل توجهی در کاهش اثرات گرمایش جهانی را ندارند.

## مزایا و ریسک‌های مهندسی آب‌وهوا
بر اساس تحقیقات صورت گرفته پروژه‌های مهندسی اقلیم دارای برخی از مزایا و خطرات می‌باشد. مهم‌ترین مزیت پروژه‌های مهندسی اقلیم کاهش دمای کره زمین (به علت بازتاب بخشی از تابش ورودی به جو زمین است). برخی از پروژه‌های مهندسی اقلیم دارای آثار بارشی متفاوت در نقاط مختلف کره زمین است. در سناریوهای مختلف فناوری مهندسی اقلیم برخی از مناطق زمین خشک (کشورهای بازنده) و برخی دیگر مرطوب (کشورهای برنده) می‌شوند؛ بنابراین مهم‌ترین ریسک انجام پروژه‌های مهندسی اقلیم خشکسالی در برخی از مناطق زمین می‌باشد. بر اساس مقاله ای که در مجله معتبر Geophysical Research Letters در سال ۲۰۰۹ انتشار یافته است، به چندین مورد از مزایا و خطرات ناشی از اجرای پروژه‌های مهندسی اقلیم اشاره شده است.
| مزایای مهندسی اقلیم             | خطرات مهندسی اقلیم                     |
| ------------------------------- | -------------------------------------- |
| کاهش دمای زمین                  | خشکسالی در بخش‌هایی از آسیا و آفریقا    |
| کاهش ذوب شدن یخ‌های قطبی         | استفاده نظامی از فناوری مهندسی اقلیم   |
| کاهش تراز آب دریاها و اقیانوسها | استفاده یکجانبه از فناوری مهندسی اقلیم |
| بهبود رشد گیاهان و درختان       | ادامه اسیدی شدن اقیانوس‌ها              |

## انتقادهای وارد شده به مهندسی آب‌وهوا
اولین انتقادی که به مهندسی آب‌وهوا وارد شده است این است که ارتباط بین اجزای مختلف سیستم‌های طبیعی را نادیده می‌گیرد. محیط پیرامونی ما مجموعه ای از سیستم‌های مستقل از هم نیست. برای مثال بادهایی که در اقیانوس می‌وزد، روی باران در خشکی اثر می‌گذارد. همین‌طور سطح یخ و برف در دو قطب شمال و جنوب روی سطح آب در نواحی استوایی تأثیر می‌گذارد. این ترس وجود دارد که اگر دمای هوا در یک کشور پایین بیاید مثلاً در ایالات متحده آمریکا، ممکن است گرما در کشور دیگری مثل چین افزایش یابد و این تغییرها در نهایت برای کره زمین مطلوب نباشد. انتقاد دوم این است که اتکای صرف به مهندسی آب‌وهوا ممکن است ما از امتحان کردن روشهای سیاسی و اجتماعی دیگر برای مقابله با گرمایش کره زمین بازدارد در حالی که هنوز دیر نشده و برای چنین تغییرهایی زمان داریم.